# Союз освободительной борьбы
«Союз освободительной борьбы» (Związek Walki Wyzwoleńczej, ZWW) — подпольная военно-политическая организация, которая была создана в 1941 году коммунистами Варшавы и в 1941 — начале 1942 года действовала на территории Польши, оккупированной Третьим рейхом.

## История
Образование подпольных организаций и групп социалистической ориентации началось в 1940—1941 годах (в частности, в начале 1940 года в столице возникли организация коммунистов Варшавы «Молот и серп», группа «Бюллетеневцы» и «Рабочая гвардия»).
В июле 1940 года в Рембертуве, в доме Зигмунта Душиньского состоялось первое собрание, в котором приняли участие около 20 активистов (Зигмунт Ярош, Ежи Альбрехт, Ганка Савицкая, Щенсны Добровольский и др.). На этом собрании были решены основные организационные вопросы, избраны руководители. На следующей встрече были определены приоритетные направления деятельности: идеологическая работа и расширение организации, а также изучение опыта боевых действий 1939 года и военное дело.
В конце сентября — начале октября 1941 года началась консолидация подпольных организаций и групп социалистической ориентации, и в результате объединения нескольких меньших по численности организаций возник «Союз освободительной борьбы».
В распоряжении организации оказался радиоприёмник, который был спрятан в тайнике в доме З. Душиньского.
Первоначально, ZWW объединял антифашистские группы рабочих ряда промышленных предприятий Варшавы (трамвайщиков, железнодорожников, рабочих газовой фабрики, металлистов на фабрике Герлаха и пропеллерной фабрике) и рабочие организации в Лодзи и Ченстохове. Основную часть активистов ZWW в начальный период деятельности составляли активисты из организаций «Молот и серп», «Sztandar Wolności» и группы «Бюллетеневцы». Основной формой объединения участников ZWW являлись группы из пяти человек («пятёрки»).
ZWW занимался агитационно-пропагандистской деятельностью, в июне 1941 года было начато издание радиобюллетеня («Biuletyn Radiowy»), который выходил два раза в неделю тиражом около 700 экземпляров. В июле 1941 года началось издание газеты «Звыченжимы» («Zwyciężymy» — «Победим») объемом 6-10 страниц, которая выходила раз в две недели.
В октябре 1941 года ZWW опубликовал декларацию с призывом к началу борьбы с оккупантами и созданию единого антифашистского фронта.
Также, активисты ZWW совершали акты саботажа и диверсии на промышленных предприятиях и транспорте.
В сентябре 1941 года при ZWW была создана военная организация, насчитывавшая несколько небольших боевых групп:
- осенью 1941 года партизанская боевая группа, которой командовал Ладислав Бучиньский («Казимеж Дембяк»), совершила несколько боевых операций в Бялой Подляске[9][3];
- в ноябре 1941 года была создана боевая группа «Мних» (6 чел.), которая действовала в районе Мехува, к северу от Кракова (в конце декабря 1942 года она была преобразована в группу «Млот» Гвардии Людовой, а в феврале 1943 года — в партизанский отряд им. Бартоша Гловацкого)[10].
- в ноябре 1941 года боевая группа, которой командовал Ян Файге, сожгла автомастерские на ул. Черняковской, которые занимались ремонтом автомашин для немецкой оккупационной администрации[9] (сгорели 5 грузовиков вермахта)[11];
- несколько позже, при ZWW была сформирована ещё одна боевая группа, которой командовал М. Спыхальский.

К концу 1941 года районные комитеты ZWW действовали в нескольких районах столицы (на Воле, Жолибоже, Брудне, Грохове, Повисле, Срюдместье, Охоте и Окенче), организационные комитеты ZWW были созданы в Груецком, Ловицком, Варшавском, Радомском, Жешовском повятах; кроме того, к этому времени ZWW удалось установить контакты с подпольными антифашистскими организациями в Лодзи, Кракове и Плоцке.
В начале 1942 года диверсионная группа активистов ZWW разрушила автомобильный мост на шоссе между Минском Мазовецким и Семницей, по которому немцы перевозили грузы военного назначения.
5 января 1942 года в оккупированной Варшаве состоялась учредительная конференция Польской рабочей партии, в которой приняли участие члены коммунистических групп, действовавших в Польше с 1938 года (в том числе, ZWW). После того, как конференция утвердила решение о создании Польской рабочей партии, члены «Союза освободительной борьбы» вошли в её состав.

## Организационная структура
Общее руководство организацией осуществлял «Центральный исполнительный комитет» (Egzekutywa Centralna):
- Юзеф Больцежак,
- Владислав Бучинский,
- Зигмунт Ярош,
- Мариан Спыхальский,
- Ежи Альбрехт,
- Францишек Леньчицкий,
- Владислав Барткевич.